# Ryś (film 2007)
Ryś − polski film fabularny z 2007 w reżyserii Stanisława Tyma, trzecia część trylogii, na którą składają się również filmy Miś (1980) i Rozmowy kontrolowane (1991).
Zdjęcia realizowano od 28 sierpnia do 25 października 2006, plenery: Wigry (klasztor), Stańczyki (mosty w Stańczykach), okolice Jeleniewa, Suwałki, Warszawa (budynek biblioteki WAT).

## Fabuła
Prezes Klubu Sportowego „Tęcza” Ryszard Ochódzki (Stanisław Tym) otrzymuje przez pomyłkę list od szefa mafii Kredy (Marek Kondrat), z którego dowiaduje się, że jego liczne długi zostały wykupione przez Kredę i teraz musi mu oddać dwa i pół miliona euro. Asystentka prezesa Maria Wafel (Zofia Merle) przypomina mu, że może sprzedać ziemię na Suwalszczyźnie, którą niegdyś kupił za pieniądze klubu (Rozmowy kontrolowane), wigierskiemu proboszczowi, księdzu Pudrowi (Krzysztof Globisz). Ten jednak, niezainteresowany kupnem, pomaga mu zorganizować szwindel bankowy do spółki z prezesem banku – Koziczkiem (Janusz Rewiński). Uciekając z forsą, Ochódzki niespodziewanie spotyka jedną ze swoich dawnych juniorek (Anna Korcz), która zaprasza go do siebie pod nieobecność męża. Okazuje się, że jest to – ósma już – żona kapitana Zygmunta Molibdena (Krzysztof Kowalewski), obecnie policjanta. W domu Molibdenów ukrywa pieniądze. Wkrótce Molibden proponuje mu, aby został posłem mniejszości litewskiej, gdyż przypadkowo odkrywa, że Ryś mówi po litewsku. Na jego trop wpada płatny zabójca Dukan (Eryk Lubos). Ochódzki wciąż próbuje odzyskać pozostawioną w domu Molibdenów gotówkę.

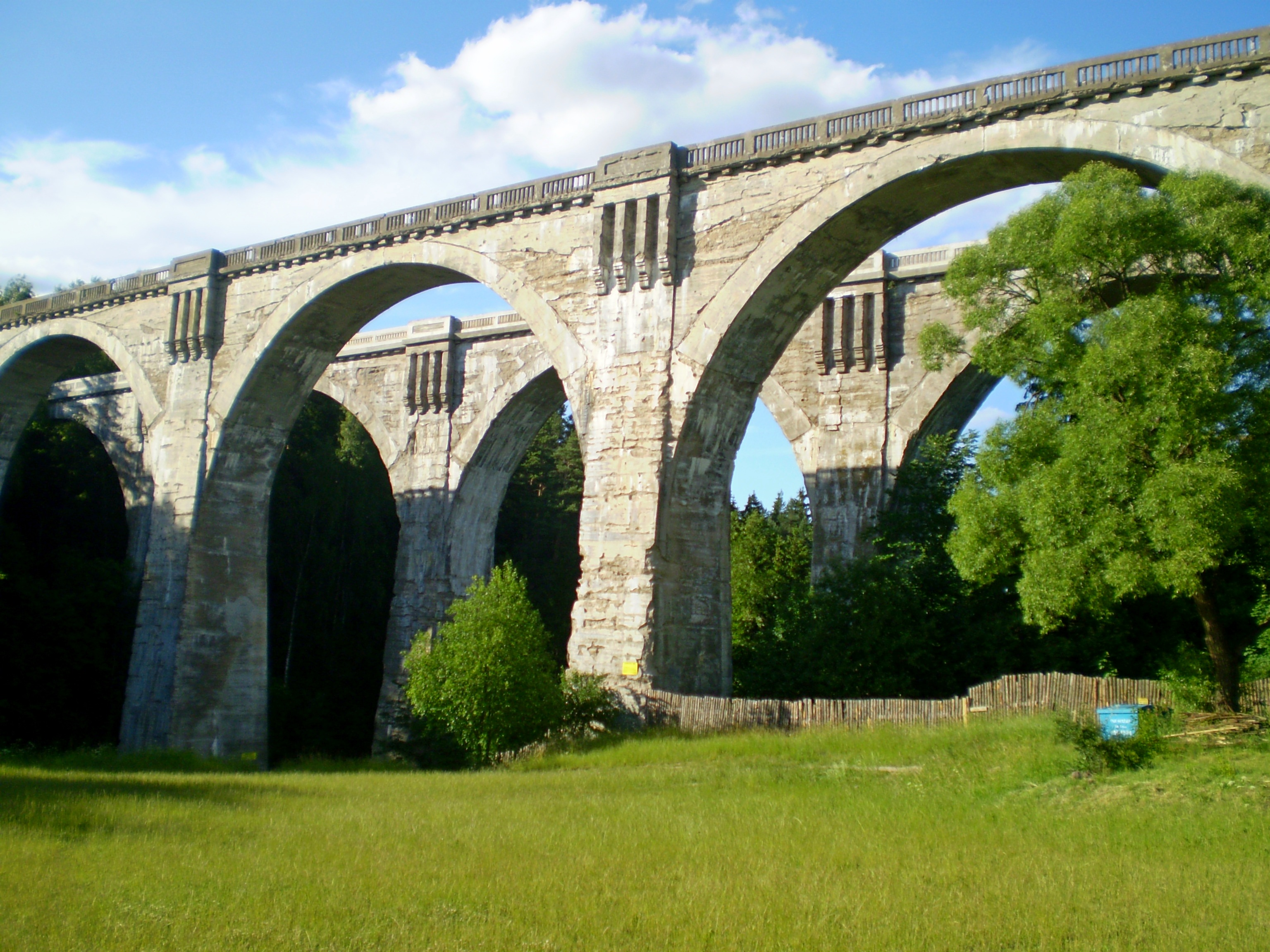
Mosty w Stańczykach

## Obsada
| - Stanisław Tym jako Ryszard Ochódzki - Krzysztof Kowalewski jako kapitan Zygmunt Molibden - Zofia Merle jako sekretarka Maria Wafel - Jerzy Turek jako trener Wacław Jarząbek - Marek Kondrat jako mafioso Kreda - Lidia Jeziorska-Bruske jako Barbara Pupa - Janusz Rewiński jako prezes banku Koziczek - Krzysztof Globisz jako ksiądz Puder - Marek Piwowski jako poseł - Borys Szyc jako policjant-wartownik - Danuta Stenka jako Ruda, żona mafiosa Kredy - Anna Korcz jako Roma Molibden (żona Zygmunta Molibdena) - Eryk Lubos jako płatny zabójca Dukan - Stanisław Brudny jako Oceanoff - Karina Seweryn jako kobieta Oceanoffa - Beata Tyszkiewicz jako sprzątaczka Ręka - Grażyna Szapołowska jako sprzątaczka Noga - Joanna Żółkowska jako sprzątaczka Zupa - Dorota Stalińska jako sprzątaczka Kura - Krystyna Janda jako sprzątaczka Wiadro - Anna Majcher jako sprzątaczka Zawodna - Agata Buzek jako sprzątaczka Rybik - Stanisława Celińska jako sprzątaczka Ligęza - Krystyna Feldman jako sprzątaczka Wizuch - Magdalena Zawadzka jako sprzątaczka Aurelia Kocur - Edyta Duda jako dziennikarka Maria Balustrada - Adam Dzieciniak jako wicepremier - Agnieszka Suchora jako sekretarka Molibdena, Jedna - Marta Lipińska jako Babunia - Joanna Szczepkowska jako Chirurka |  | - Paulina Holtz jako kasjerka Winidur - Anna Przybylska jako Jolka - Magdalena Różczka jako redaktor Lucyna Podłoga - Joanna Kołaczkowska jako redaktor Liliana Pruszcz-Gdańska - Jadwiga Basińska jako redaktor Weronika - Katarzyna Zielińska jako piosenkarka Krysia - Jan Kobuszewski jako Ciemny - Wiktor Zborowski jako Jasny - Jan Kociniak jako Listonosz - Marian Glinka jako Klemens - Grzegorz Miecugow jako Policjant z Suwałk - Marek Przybylik jako Lekarz Wyjątkowy - Waldemar Wilkołek jako Notabl 3 - Antoni Tym jako Wasilewski - Barbara Krafftówna jako Wicehrabina - Bohdan Łazuka jako Wąż - Tomasz Sapryk jako Bill - Andrzej Deskur jako Kotel - Rafał Królikowski jako Garnitur, dyrektor Poczty Głównej w Warszawie - Michał Piela jako Orzeł - Henryk Gołębiewski jako pacjent - Jarosław Marek Sobański jako kibic - Agnieszka Litwin-Sobańska jako petentka Kozak - Andrzej Dobosz jako filozof, pasażer statku z filmu Rejs - Paweł Wieczorkiewicz jako Aleksiej M. Władywostok - Jerzy Moes jako kierownik hotelu i roweru - Jan Pęczek jako Termopilski - Aleksander Trąbczyński jako policjant Gzyms - Marcin Rój jako Trutututu - Hanna Bieniuszewicz jako Pacefał |